# 히아샤타르

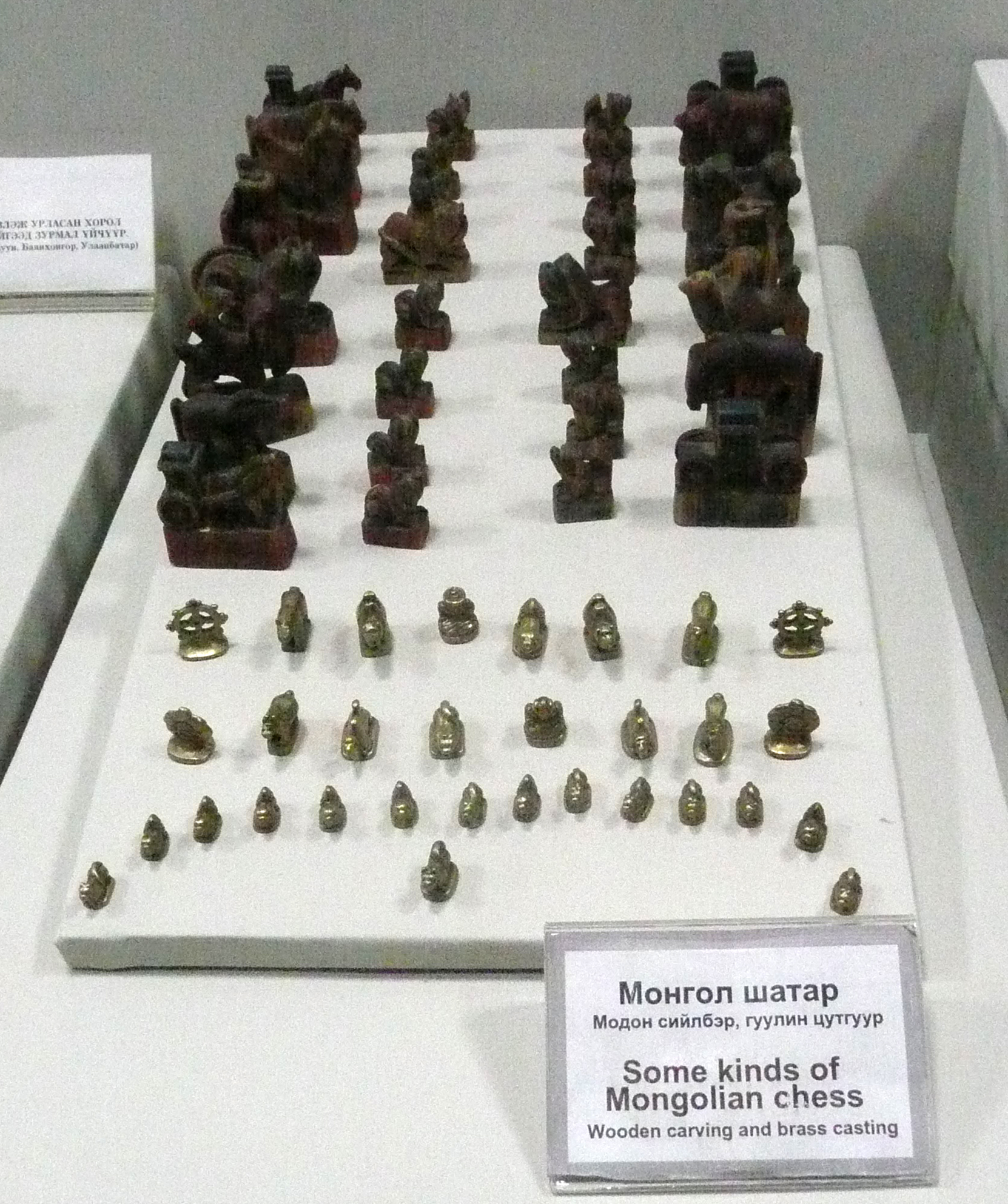
히아샤타르의 기물. 중국에서는 몽골대상기(蒙古大象棋)로 불린다.

히아샤타르(Hiashatar)는 몽골의 장기류이며, 2명이 하는 보드 게임이다.

## 판
히아샤타르의 판은 10×10의 100칸으로 이루어져 있다. 체스판과 마찬가지로 체크무늬로 칠해져 있다.

### 초기 배치
| ↓테르게 | ↓모리 | ↓테메 | ↓히아 | ↓노얀 | ↓바라스 | ↓히아 | ↓테메 | ↓모리 | ↓테르게 |
| ↓쿠     | ↓쿠   | ↓쿠   | ↓쿠   | ↓쿠   | ↓쿠     | ↓쿠   | ↓쿠   | ↓쿠   | ↓쿠     |
|         |       |       |       |       |         |       |       |       |         |
|         |       |       |       |       |         |       |       |       |         |
|         |       |       |       |       |         |       |       |       |         |
|         |       |       |       |       |         |       |       |       |         |
|         |       |       |       |       |         |       |       |       |         |
|         |       |       |       |       |         |       |       |       |         |
| ↑쿠     | ↑쿠   | ↑쿠   | ↑쿠   | ↑쿠   | ↑쿠     | ↑쿠   | ↑쿠   | ↑쿠   | ↑쿠     |
| ↑테르게 | ↑모리 | ↑테메 | ↑히아 | ↑노얀 | ↑바라스 | ↑히아 | ↑테메 | ↑모리 | ↑테르게 |

## 기물
기물의 명칭과 행마법은 다음과 같다. 다만 기물의 행마법에는 다른 행마법도 있다.
- 노얀(ᠨᠣᠶᠠᠨ / noyan / 왕) : 상하 좌우 대각선으로 1칸 진행할 수 있다. 체스의 킹과 같은 움직임이다.
- 바라스(ᠪᠠᠷᠰ 또는 ᠪᠠᠷᠠᠰ / baras / 눈표범) : 상하 좌우 대각선으로 원하는 만큼 움직일 수 있다.  체스의 퀸 등과 같은 움직임이다.
- 테메(ᠲᠡᠮᠡᠭᠡ  / Temee / 낙타) : 대각선으로 원하는 만큼 움직일 수 있다.  체스의 비숍과 같은 움직임이다.
- 모리(ᠮᠣᠷᠢ / mori / 말) : 체스의 나이트와 같은 움직임이다.
- 테르게(terge / 수레) : 종횡으로 원하는 만큼 움직일 수 있다.  장기의 차·체스의 룩·막룩의 르어와 같은 움직임이다.
- 쿠(ᠬᠦᠦ / küü / 표범 새끼) : 앞으로 1칸 전진만 할 수 있으나, 처음 움직임시 1~3칸 앞으로 갈 수 있다.
- 히아(hia / 호위)：상하 좌우 대각선으로 2칸 진행할 수 있다.

히아의 주위 8칸에서는, 모리를 제외한 모든 기물이 1칸씩 밖에 움직일 수 없게 된다.

## 같이 보기
- 샤타르 - 히아샤타르의 기본판이며 8×8의 64칸으로 이루어진 판을 사용한다. 체스와 거의 동일하다.